# Kabinet-Kok II
Het kabinet-Kok II (ook bekend als Paars II) was het Nederlandse kabinet van 3 augustus 1998 tot 22 juli 2002. Het werd gevormd door de politieke partijen Partij van de Arbeid (PvdA), Volkspartij voor Vrijheid en Democratie (VVD) en de Democraten 66 (D66) na de Tweede Kamerverkiezingen van 1998. Het kabinet-Kok II was een meerderheidskabinet dat zowel in de Eerste Kamer en Tweede Kamer kon rekenen op een ruime meerderheid. Het kabinet-Kok II was een voortzetting van het vorige kabinet Kok I.

## Verloop
Omdat het kabinet een voortzetting was van het vorige kabinet werd het beleid dat was ingezet doorgezet. Minister van Financiën Gerrit Zalm streefde naar versterking van de economische positie van Nederland. Het kabinet besloot dat er door de grotere economische slagkracht meer rekening moest worden gehouden met het leefmilieu. Doordat de economie goed draaide, ontstond er krapte op de arbeidsmarkt en dat zorgde voor een iets oplopende inflatie. Minister Gerrit Zalm zette het beleid van de privatisering van staatsbedrijven verder door, de verzelfstandiging van de Nederlandse Spoorwegen (NS) werd daarnaast afgerond. In het kader van verdere marktwerking pakte het kabinet ook de taxibranche aan. Terwijl voordien alleen met zelfregulering werd gewerkt, werd de vrijheid in de branche aan banden gelegd met de taxiwet in 2000.
Er werd meer aandacht besteed aan de versterking van de sociale cohesie, het wegwerken van achterstanden, integratie, toegankelijke zorg. Minister van Binnenlandse Zaken en Koninkrijksrelaties Bram Peper zette zich in voor de verbetering van de kwaliteit van de overheid en de veiligheid in de woonomgeving.
In 1998 kwam staatssecretaris van Justitie Job Cohen met het wetsvoorstel voor de openstelling van het burgerlijk huwelijk voor mensen met het zelfde geslacht. De wet die dit regelt trad op 1 april 2001 in werking. Dit was wereldwijd de allereerste legalisatie van een huwelijk tussen twee partners van hetzelfde geslacht. Het homohuwelijk in Nederland is geen apart huwelijk, oftewel een huwelijksvorm die uitsluitend gericht is op twee personen van hetzelfde geslacht. Cohen sloot als burgemeester van Amsterdam het allereerste homohuwelijk.
Op 19 mei 1999 verwierp de Eerste Kamer het wetsvoorstel tot invoering in de Grondwet van de mogelijkheid van een correctief wetgevings-referendum. Alhoewel vooraf door velen werd gedacht dat het voorstel voldoende stemmen zou halen, bleek de tegenstem van VVD-Eerste Kamerlid Hans Wiegel de nekslag. De voormalig partijleider van de VVD was het enige overgebleven VVD-Eerste Kamerlid dat tegenstemde, deze stemming in de Eerste Kamer zou de geschiedenis in gaan als de Nacht van Wiegel. De daarop volgende kabinetscrisis resulteerde in een ontslagaanvraag van het kabinet. Na een succesvolle bemiddelingspoging van vice-president van de Raad van State Herman Tjeenk Willink werd op 8 juni 1999 deze ontslagaanvraag weer ingetrokken.
De medisch-ethische kwestie rondom euthanasie werd verder uitgewerkt. Op 9 augustus 1999 werd het wetsvoorstel voor een definitieve regeling voor euthanasie ingediend door vicepremier en minister van Volksgezondheid, Welzijn en Sport Els Borst en minister van Justitie Benk Korthals. De wet 'Toetsing levensbeëindiging op verzoek en hulp bij zelfdoding' trad op 1 april 2002 in werking. De arts diende zich bij de uitvoering van euthanasie wel aan wettelijk vastgelegde zorgvuldigheidseisen te houden en achteraf dienen evaluatiecommissies aan te geven of de juiste regelingen in acht genomen zijn. Op basis hiervan besloot het Openbaar Ministerie (OM) of een strafvervolging moet worden ingesteld.
Op 30 maart 2001 maakte koningin Beatrix de verloving bekend van prins Willem-Alexander met de Argentijnse Máxima Zorreguieta. Haar vader Jorge Zorreguieta bleek ten tijde van de militaire dictatuur onder generaal Jorge Videla staatssecretaris te zijn geweest van Landbouw en Veeteelt. Kok schakelde minister van staat en voormalig minister van Buitenlandse Zaken Max van der Stoel in om Jorge Zorreguieta te overtuigen de huwelijksvoltrekking niet bij te wonen, hetgeen hem lukte. Op 3 juli 2001 wordt de toestemmingswet voor het huwelijk van prins Willem-Alexander met Máxima Zorreguieta aangenomen.
In 2001 werd door staatssecretaris van Justitie Ella Kalsbeek de nieuwe vreemdelingenwet ingevoerd die de toelating van vluchtelingen moest beperken tot de "echte gevallen", het ingediende wetsvoorstel was eerder door haar voorganger Job Cohen ingediend.

### Personele wijzigingen
Op 7 juni 1999 trad minister van Landbouw, Natuurbeheer en Visserij Haijo Apotheker (D66) af, nadat hij als voormalig lokaal politicus niet had kunnen aarden in de landelijke politiek. De daaropvolgende dag werd Europarlementariër Laurens Jan Brinkhorst (D66) beëdigd als zijn opvolger.
Op 13 maart 2000 stapte minister van Binnenlandse Zaken en Koninkrijksrelaties Bram Peper (PvdA) op naar aanleiding van een door de gemeente Rotterdam openbaar gemaakt onderzoek naar zijn declaratiegedrag uit de tijd dat hij burgemeester van Rotterdam was. Minister voor Grote Steden- en Integratiebeleid Roger van Boxtel (D66) nam de functie waar tot en met 24 maart 2000 als minister van Sociale Zaken en Werkgelegenheid Klaas de Vries (PvdA) werd benoemd als minister van Binnenlandse Zaken en Koninkrijksrelaties. Hij werd die zelfde dag opgevolgd door staatssecretaris van Financiën Willem Vermeend (PvdA) als minister van Sociale Zaken en Werkgelegenheid, tegelijkertijd wordt PvdA–Tweede Kamerlid Wouter Bos beëdigd als staatssecretaris van Financiën.
Op 1 januari 2001 trad staatssecretaris van Justitie Job Cohen af nadat hij was benoemd tot burgemeester van Amsterdam. Hij werd die zelfde dag opgevolgd door Tweede Kamerlid Ella Kalsbeek (PvdA).

## Ambtsbekleders
| Minister                              | Minister                      | Minister                                   | Minister / Ministerie                        | Minister / Ministerie | Termijn                          | Partij |
| ------------------------------------- | ----------------------------- | ------------------------------------------ | -------------------------------------------- | --- | -------------------------------- | ------ |
|                                       | W. (Wim) Kok                  | W. (Wim) Kok (1938–2018)                   | Minister-president / Minister                | Algemene Zaken | 22 augustus 1994 – 22 juli 2002  | PvdA   |
|                                       | A. (Annemarie) Jorritsma      | A. (Annemarie) Jorritsma (1950)            | Vicepremier / Minister                       | Economische Zaken | 3 augustus 1998 – 22 juli 2002   | VVD    |
|                                       | E. (Els) Borst                | dr. E. (Els) Borst (1932–2014)             | Vicepremier                                  | Volksgezondheid, Welzijn en Sport | 3 augustus 1998 – 22 juli 2002   | D66    |
| Minister                              | E. (Els) Borst                | dr. E. (Els) Borst (1932–2014)             | 22 augustus 1994 – 22 juli 2002              | Volksgezondheid, Welzijn en Sport |                                  | D66    |
|                                       | A. (Bram) Peper               | dr. A. (Bram) Peper (1940–2022)            | Minister                                     | Binnenlandse Zaken en Koninkrijksrelaties | 3 augustus 1998 – 13 maart 2000  | PvdA   |
|                                       | R.H.L.M. (Roger) van Boxtel   | mr. R.H.L.M. (Roger) van Boxtel (1954)     | Minister                                     | Binnenlandse Zaken en Koninkrijksrelaties | 13 maart 2000 – 24 maart 2000    | D66    |
|                                       | K.G. (Klaas) de Vries         | mr. K.G. (Klaas) de Vries (1943)           | Minister                                     | Binnenlandse Zaken en Koninkrijksrelaties | 24 maart 2000 – 22 juli 2002     | PvdA   |
|                                       | J.J. (Jozias) van Aartsen     | J.J. (Jozias) van Aartsen (1947)           | Minister                                     | Buitenlandse Zaken | 3 augustus 1998 – 22 juli 2002   | VVD    |
|                                       | G. (Gerrit) Zalm              | drs. G. (Gerrit) Zalm (1952)               | Minister                                     | Financiën | 22 augustus 1994 – 22 juli 2002  | VVD    |
|                                       | A.H. (Benk) Korthals          | mr. A.H. (Benk) Korthals (1944)            | Minister                                     | Justitie | 3 augustus 1998 – 22 juli 2002   | VVD    |
|                                       | F.H.G. (Frank) de Grave       | mr. F.H.G. (Frank) de Grave (1955)         | Minister                                     | Defensie | 3 augustus 1998 – 22 juli 2002   | VVD    |
|                                       | K.G. (Klaas) de Vries         | mr. K.G. (Klaas) de Vries (1943)           | Minister                                     | Sociale Zaken en Werkgelegenheid | 3 augustus 1998 – 24 maart 2000  | PvdA   |
|                                       | W.A.F.G. (Willem) Vermeend    | mr.dr. W.A.F.G. (Willem) Vermeend (1948)   | Minister                                     | Sociale Zaken en Werkgelegenheid | 24 maart 2000 – 22 juli 2002     | PvdA   |
|                                       | L.M.L.H.A. (Loek) Hermans     | drs. L.M.L.H.A. (Loek) Hermans (1951)      | Minister                                     | Onderwijs, Cultuur en Wetenschap | 3 augustus 1998 – 22 juli 2002   | VVD    |
|                                       | T. (Tineke) Netelenbos        | T. (Tineke) Netelenbos (1944)              | Minister                                     | Verkeer en Waterstaat | 3 augustus 1998 – 22 juli 2002   | PvdA   |
|                                       |                               | drs. H.H. (Hayo) Apotheker (1950)          | Minister                                     | Landbouw, Natuurbeheer en Visserij | 3 augustus 1998 – 7 juni 1999    | D66    |
|                                       | K.G. (Klaas) de Vries         | mr. K.G. (Klaas) de Vries (1943)           | Minister                                     | Landbouw, Natuurbeheer en Visserij | 7 juni 1999 – 9 juni 1999        | PvdA   |
|                                       | L.J. (Laurens Jan) Brinkhorst | mr. L.J. (Laurens Jan) Brinkhorst (1937)   | Minister                                     | Landbouw, Natuurbeheer en Visserij | 9 juni 1999 – 22 juli 2002       | D66    |
|                                       | J.P. (Jan) Pronk              | drs. J.P. (Jan) Pronk (1940)               | Minister                                     | Volkshuisvesting, Ruimtelijke Ordening en Milieubeheer | 3 augustus 1998 – 22 juli 2002   | PvdA   |
| Minister                              | Minister                      | Minister                                   | Minister / Portefeuille / Ministerie         | Minister / Portefeuille / Ministerie | Termijn                          | Partij |
|                                       | R.H.L.M. (Roger) van Boxtel   | mr. R.H.L.M. (Roger) van Boxtel (1954)     | Minister                                     | • Grote Stedenbeleid • Immigratie • Minderhedenbeleid (Binnenlandse Zaken en Koninkrijksrelaties)                                                                                                 | 3 augustus 1998 – 22 juli 2002   | D66    |
|                                       | E.L. (Eveline) Herfkens       | mr. E.L. (Eveline) Herfkens (1952)         | Minister                                     | • Ontwikkelings- samenwerking (Buitenlandse Zaken) | 3 augustus 1998 – 22 juli 2002   | PvdA   |
| Staatssecretaris                      | Staatssecretaris              | Staatssecretaris                           | Staatssecretaris / Portefeuille / Ministerie | Staatssecretaris / Portefeuille / Ministerie | Termijn                          | Partij |
|                                       |                               | drs. G.M. (Gijs) de Vries (1956)           | Staatssecretaris                             | • Koninkrijksrelaties • Rampenbestrijding • Hulpverlening • Streektalen (Binnenlandse Zaken en Koninkrijksrelaties)                                                                               | 3 augustus 1998 – 22 juli 2002   | VVD    |
|                                       | D.A. (Dick) Benschop          | drs. D.A. (Dick) Benschop (1957)           | Staatssecretaris                             | • Europese Zaken • Internationale Milieuzaken (Buitenlandse Zaken) | 3 augustus 1998 – 22 juli 2002   | PvdA   |
|                                       | W.A.F.G. (Willem) Vermeend    | mr.dr. W.A.F.G. (Willem) Vermeend (1948)   | Staatssecretaris                             | • Fiscale Zaken • Belastingdienst • Agglomeratie Zaken • Kansspelen • Staatsloterij • Muntwezen (Financiën)                                                                                       | 22 augustus 1994 – 24 maart 2000 | PvdA   |
|                                       | W.J. (Wouter) Bos             | drs. W.J. (Wouter) Bos (1963)              | Staatssecretaris                             | • Fiscale Zaken • Belastingdienst • Agglomeratie Zaken • Kansspelen • Staatsloterij • Muntwezen (Financiën)                                                                                       | 24 maart 2000 – 22 juli 2002     | PvdA   |
|                                       | M.J. (Job) Cohen              | mr.dr. M.J. (Job) Cohen (1947)             | Staatssecretaris                             | • Integratie • Asielzaken • Vreemdelingenzaken • Rechtsbescherming • Privaatrecht • Privacybeleid • Personen- en Familierecht • Jeugdbescherming • Reorganisatie Zittende Magistratuur (Justitie) | 3 augustus 1998 – 1 januari 2001 | PvdA   |
|                                       | N.A. (Ella) Kalsbeek          | mr. N.A. (Ella) Kalsbeek (1955)            | Staatssecretaris                             | • Integratie • Asielzaken • Vreemdelingenzaken • Rechtsbescherming • Privaatrecht • Privacybeleid • Personen- en Familierecht • Jeugdbescherming • Reorganisatie Zittende Magistratuur (Justitie) | 1 januari 2001 – 22 juli 2002    | PvdA   |
|                                       | G. (Gerrit) Ybema             | drs. G. (Gerrit) Ybema (1945–2012)         | Staatssecretaris                             | • Internationale Handel • Exportbevordering • Regionale Industrialisatie • Startende Ondernemingen • Consumentenbeleid • Toerisme (Economische Zaken)                                             | 3 augustus 1998 – 22 juli 2002   | D66    |
|                                       | H.A.L. (Henk) van Hoof        | H.A.L. (Henk) van Hoof (1947)              | Staatssecretaris                             | • Materieel- voorzieningen • Personeelsbeleid • Samenwerking Krijgsmachtdelen (Defensie) | 3 augustus 1998 – 22 juli 2002   | VVD    |
|                                       | A.M. (Margo) Vliegenthart     | A.M. (Margo) Vliegenthart (1958)           | Staatssecretaris                             | • Welzijnsbeleid • Jeugdbeleid • Ouderenbeleid • Gehandicapten- beleid • Verpleging- en Verzorging • Sport (Volksgezondheid, Welzijn en Sport)                                                    | 3 augustus 1998 – 22 juli 2002   | PvdA   |
|                                       | J.F. (Hans) Hoogervorst       | drs. J.F. (Hans) Hoogervorst (1956)        | Staatssecretaris                             | • Sociale Zekerheid • Arbeids- omstandigheden (Sociale Zaken en Werkgelegenheid) | 3 augustus 1998 – 22 juli 2002   | VVD    |
|                                       |                               | mr. A.E. (Annelies) Verstand (1949)        | Staatssecretaris                             | • Armoedebeleid • Bijstandszaken • Emancipatiebeleid (Sociale Zaken en Werkgelegenheid) | 3 augustus 1998 – 22 juli 2002   | D66    |
|                                       | K.Y.I.J. (Karin) Adelmund     | drs. K.Y.I.J. (Karin) Adelmund (1949–2005) | Staatssecretaris                             | • Basisonderwijs • Algemeen Voortgezet Onderwijs • Speciaal Onderwijs (Onderwijs, Cultuur en Wetenschap)                                                                                          | 3 augustus 1998 – 22 juli 2002   | PvdA   |
|                                       | F. (Rick) van der Ploeg       | dr. F. (Rick) van der Ploeg (1956)         | Staatssecretaris                             | • Cultuurbeleid • Kunstbeleid • Mediabeleid (Onderwijs, Cultuur en Wetenschap) | 3 augustus 1998 – 22 juli 2002   | PvdA   |
|                                       | J.M. (Monique) de Vries       | drs. J.M. (Monique) de Vries (1947)        | Staatssecretaris                             | • Telecommunicatie • Scheepvaart • Waterbeleid • PTT • KNMI (Verkeer en Waterstaat) | 3 augustus 1998 – 22 juli 2002   | VVD    |
|                                       | G.H. (Geke) Faber             | mr. G.H. (Geke) Faber (1952)               | Staatssecretaris                             | • Landschapsbeheer • Natuurbeheer • Voedselkwaliteit • Visserij • Dierenwelzijn (Landbouw, Natuurbeheer en Visserij)                                                                              | 3 augustus 1998 – 22 juli 2002   | PvdA   |
|                                       | J.W. (Johan) Remkes           | J.W. (Johan) Remkes (1951)                 | Staatssecretaris                             | • Volkshuisvesting • Stadsvernieuwing • Milieuzaken (Volkshuisvesting, Ruimtelijke Ordening en Milieubeheer)                                                                                      | 3 augustus 1998 – 22 juli 2002   | VVD    |
| Bron: Kabinet-Kok II Rijksoverheid.nl |                               |                                            |                                              | |                                  |        |

## Kabinetsformatie
- Tweede Kamerverkiezingen 1998: 6 mei 1998
- Beëdiging kabinet: 3 augustus 1998
- Duur formatie: 89 dagen
- Informateur
  - Klaas de Vries (PvdA), (8 mei 1998 – 13 mei 1998) 6 dagen
- Informateurs
  - Wim Kok (PvdA), (14 mei 1998 – 19 juli 1998) 67 dagen
  - Gerrit Zalm (VVD), (14 mei 1998 – 19 juli 1998) 67 dagen
  - Els Borst (D66), (14 mei 1998 – 19 juli 1998) 67 dagen
- Formateur
  - Wim Kok (PvdA), (20 juli 1998 – 2 augustus 1998) 14 dagen

## Reden ontslagaanvraag
Op 10 april 2002 verscheen het eindrapport van het NIOD Instituut voor Oorlogs-, Holocaust- en Genocidestudies over de rol die Dutchbat had gehad bij de Val van Srebrenica. Naar aanleiding van de resultaten hiervan diende het kabinet op 16 april 2002 zijn ontslag in. Er waren nog slechts 29 dagen te gaan tot de Tweede Kamerverkiezingen van 2002. Daarom werden er naar aanleiding van dit aftreden geen vervroegde verkiezingen uitgeschreven. Het kabinet werd demissionair en kreeg de opdracht de lopende zaken waar te nemen, waaronder ook de reeds geplande verkiezingen vielen.